# 马君武
马君武（1881年7月17日—1940年8月1日），名和，字君武，广西桂林人，中国教育家、翻译家、学者、社会活动家，上海大夏大学首任校长，广西大学的创建人。短暫出任廣西省長公署省長。柏林大學工程物理學博士。

## 生平
早年就读于桂林体用学堂。1900年入法国天主教会所办丕崇书院（广州大新街石室教堂）学習法文。
1901年入上海震旦学院，同年冬赴日本京都大学读化学。
1905年8月第一批加入同盟会，和黄兴、陈天华等人共同起草同盟会章程，并为《民报》撰稿。1905年底回国，任上海南洋公学教习。
1907年赴德國，入柏林工业大学学冶金。首次翻译《共产党宣言》纲领，在民报上发表。
1911年武昌起义爆发后回国，作为广西代表参与起草《临时政府组织大纲》和《中华民国临时约法》，并任南京临时政府实业部次长。
1912年出任国会参议员。曾於參議院因怀疑宋教仁为袁世凯的说客，動手毆打宋，导致他眼睛流血，后经孙中山解释和要求后，马向宋道歉。
1914年1月，国会被袁世凯解散，再次赴德，入柏林大学，1915年6月，取得博士学位。
1916年回国，恢复国会议员職。
1917年3月初，反对中国在美、日怂恿下，放弃中立，计划参加协约国，对德宣戰，先在国会提出质问，大骂梁启超：「置国家之种种危险于不顾……借外交问题，谋推翻现在政局，以国家为孤注之一掷，求遂其攘夺政权之野心。」5月，馬在讨论对德国宣战一事，动手责打议员李肇甫。同年7月南下广州参加孙中山护法运动，任广州军政府交通部长。
1920年任大元帥府秘书长。
1921年任孙中山非常大总统总统府秘书长，并一度任广西省省长。
1923年出任上海大夏大学首任校长。
1924年和冯自由、章炳麟等人发表宣言，反对国民党改组和联俄容共、扶助农工等三大政策。同年出任北京工業大学校长。
1925年，孫中山、段祺瑞合作，馬奉孫公命，有事於北京。遂出任北洋政府司法总长。
1926年，調教育总长 (未就任)。 
被国民党第二次全国代表大会开除党籍。
1928年创办省立广西大学，曾三任广西大学校长。
1931年九一八事变后马君武作诗《哀沈阳》两首，讽喻张学良，然而有關指控乃屬誣蔑（見下章）。
1940年8月1日，在桂林病逝。马君武墓位于今桂林市雁山区。

## 馬君武《哀瀋陽》
九一八事變後，馬君武詩作指控張學良軟弱，令張學良被稱為「不抵抗將軍」，然而馬君武這指控卻是出於兩人私怨而憑空誣告。马君武的《哀沈阳》有两首，而且强调是“仿李义山北齐体”，诗文首次刊登于1931年11月20日上海时事新报上。按义山为唐朝诗人李商隐之字，他所作《北齐二首》原文是——
一笑相倾国便亡，何劳荆棘始堪伤。小怜玉体横陈夜，已报周师入晋阳。
巧笑知堪敌万几，倾城最在著戎衣。晋阳已陷休回顾，更请君王猎一围。

而马君武的《哀沈阳二首》诗文是——
趙四風流朱五狂，翩翩蝴蝶最當行，溫柔鄉是英雄冢，哪管東師入瀋陽。
告急軍書夜半來，開場弦管又相催，瀋陽已陷休回顧，更抱阿嬌舞幾回。
首先，詩中的“赵四”即后为张学良夫人的赵一荻，“朱五”为朱启钤的五女儿朱湄筠，她於九一八事變前一年早已成婚，主婚人正是張學良。
胡蝶（蝴蝶）不但當時不在北平，終其一生根本未見過張學良，而且甚至在上海《时事新报》发表马诗《哀沈阳》次日，连续两天在《申报》刊登《胡蝶辟谣》的启事---
蝶于上月为摄演影剧，曾赴北平。抵平之日，适逢国难，明星同人乃开会集议，公决抵制日货，并规定罚则，禁止男女演员私自出外游戏及酬酢，所有私人宴会一概予以谢绝。留平五十余日，未尝一涉舞场。不料公毕回申，忽闻海上有数報登载蝶与张副司令由相与跳舞而过从甚密，且获巨值之馈赠云云，蝶初以为此种捕风捉影之谈，不久必然水落石出，无须亟亟分辨。乃昨日有日本新闻将蝶之小影与张副司令之名字并列报端，更造作馈赠十万元等等之蜚语，其用意无非欲借男女暧昧之事，不惜牺牲蝶個人之名誉，以遂其污蔑陷害之毒计。查此次日人利用宣传阴谋，凡有可以侮辱我中华官吏与国民者，无所不用其极，亦不仅只此一事。惟事实不容颠倒，良心尚未尽丧，蝶亦国民一份子也，虽尚未能以颈血溅仇人，岂能于国难当前之时，与负守土之责者相与跳舞耶？“商女不知亡国恨”是真狗彘不食者矣！呜呼！暴日欲遂其并吞中国之野心，造谣生事，设想之奇，造事之巧，目的盖欲毁张副司令之名誉，冀阻止其回辽反攻！愿我国人之悉烛其奸，而毋遂其借刀杀人之计也！
胡蝶女士日后她写的回忆录里，针对此事也说过：“世间上荒唐的事情还真不少，沈阳事件发生的时候，我那时还跟明星公司摄影队一起逗留在天津，没有踏入北平一步……后来为拍《自由之花》到北平时，已是‘九一八事变’后约一周，未料到此行会引起一段莫须有公案。……”但她不了解，这谣言之所以流传甚广，责任主要还不是那首诗，而是谣言的炮制者。这有两种说法：一说是天津日本特务机关报《庸报》故意造谣，以转移人们的视线；另一说法是南京国民党政府中的亲日派蓄意借题发挥，目的在于把一切罪过都推到张学良身上，为蒋介石、同时也为日本侵略者开脱罪责。可谓用心良苦。难怪胡蝶女士前些时在追述这桩往事时，仍感寒心，她把这事称之为“该结束了的‘莫须有公案’”。
香港歷史學家丁新豹指出九一八事變當晚，張學良乃同何東、何世禮父子晚飯：「當日張學良聽完一個電話之後，飯未吃完就離席，原來電話是報告日軍突襲瀋陽，是為「918事變」。」而不是與女士聚會。
而身在其時的馬君武寫出與事實完全相反的指控，被認為是因當他聽到張學良對張伯苓辦南開大學捐贈巨款，但上門向張學良要求捐款時卻被拒，才故意誣蔑張學良，也在重視禮法的年代壞女子名節。據作家高陽所言，朱湄筠告訴他後來遇上馬君武，上前道自己便是他筆下被誣衊的朱五，「當時馬博士的窘態，非語言筆墨所能形容，結果是不俟終席而遁去」。